# Najran (provincie)
Najran, Nadjran of Nedjran (Arabisch: نجران, Najrān) is een provincie in Saoedi-Arabië langs de grens met Jemen. De provincie heeft een oppervlakte van 149.511 km² en had in 2004 419.457 inwoners. De hoofdstad is Najran. De provincie Najran heeft een grote sjiitische gemeenschap.
Al Bahah · Al Hudud ash Shamaliyah · Al Jawf · Al Qasim · Ash-Sharqiyah · Asir · Hail · Jizan · Medina · Mekka · Najran · Riyad · Tabuk